# 高知短期大学
高知短期大学（日语：／ Kōchi Tanki Daigaku *），简称高短（こうたん），是過去一所位于日本高知县高知市的公立短期大学，於2020年停辦。

## 概要

### 简介
- 学校最早可以追溯到1951年[1]。短期大学为于1953开办[1]、由高知县公立大学法人经营从2011年。

### 历史
- 1953年 高知短期大学成立并同时设置一个学科即社会科学科[1]。
- 1998年 社会科学专攻于专科[1]。
- 2011年 改编为高知县公立大学法人[1]。
- 2014年 招生最后。
- 2020年 停辦。

### 宪章
- 请参看高知短期大学的标志 （页面存档备份，存于） （日語） 2014年2月12日阅览。

## 学校环境
- 校区：在高知县高知市

## 历任校长
- 南裕子：现在短期大学校长[2]

## 组织

### 学科
- 社会科学科

### 专科
| - 应用社会科学专攻 |

### 业余课程
| - 没有 |